# Agrilus hastuliformis
Agrilus hastuliformis é uma espécie de inseto do género Agrilus, família Buprestidae, ordem Coleoptera.
Foi descrita cientificamente por Novak, 2003.